# Paul Hoornaert

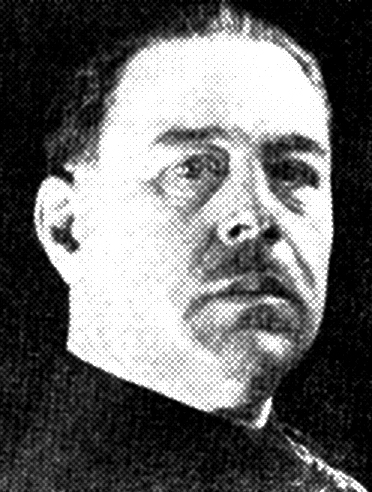
Paul Hoornaert

Paul Hoornaert (Luik 5 november 1888 – Sonnenburg 2 februari 1944) was een Belgische fascist en verzetsstrijder.

## Biografie
Hoornaert stamde uit een katholieke familie en studeerde rechten aan de Universiteit van Luik waar hij in 1910 zijn doctoraat behaalde.
Tijdens de Eerste Wereldoorlog was Hoornaert officier en werd hij meermaals onderscheiden. Na deze oorlog werd hij een bewonderaar van Benito Mussolini, maar tegelijk was hij anti-Duits. Hoornaert, die advocaat-raadsman was van de Société Anonyme d'Ougrée-Marihaye, werd in 1924 de leider van het twee jaar voordien opgerichte Nationaal Legioen. Deze fascistische militie telde op haar hoogtepunt zo'n vier- à vijfduizend leden, die rondliepen in uniform. De groep was belgicistisch en verzette zich tegen het Vlaams-nationalisme, maar ook tegen het communisme, het liberalisme en de parlementaire democratie.
Hoornaert nam als leider van het Legioen in 1934 deel aan het Congrès international fasciste in Montreux. Hij steunde de Tweede Italiaans-Ethiopische Oorlog en rekruteerde vrijwilligers om te vechten in de Spaanse Burgeroorlog.
Het Nationaal Legioen kwam nooit tot een eenmaking met de extreemrechtse politieke partij Rex omdat het legioen democratie resoluut afwees en weigerde deel te nemen aan verkiezingen. Om die reden brak Hoornaert onder meer met Pierre Nothomb toen die laatste (terug) lid was geworden van de Fédération des Cercles catholiques et des Associations conservatrices.
Hoornaert raakte in 1933 betrokken bij het Nationaal Corporatief Arbeidsverbond (NCA) van de industrieel Charles Somville, hoewel beiden botsten omdat Somville schrik had dat Hoornaert het NCA wilde annexeren in het Nationaal Legioen, en Hoornaert zich van zijn kant verzette tegen Somvilles antisemitisme.
Tijdens de Tweede Wereldoorlog werden uit patriottisme de meeste leden van het Nationaal Legioen lid van het verzet. Hoornaert werd lid van de rechtse verzetsgroep Légion belge, die werd geleid door dissidente rexisten voor wie de bezetting van België onaanvaardbaar was. Hij werd voor zijn verzetsactiviteiten gearresteerd, en kort na zijn vrijlating opnieuw op 24 april 1942. Veroordeeld voor germanofobie door een militaire rechtbank in Aken, kreeg hij de Nacht und Nebel-behandeling. Hij verbleef in het concentratiekamp Fort van Breendonk en overleed uitgemergeld in het kamp Sonnenburg.
Voor zijn aandeel in het verzet kreeg hij na de oorlog het Croix de guerre van Frankrijk.

## Publicaties
- Le redressement national, 1929